# ياش تشوبرا
ياش راج تشوبرا (باللغة الهندية: यश चोपड़ा) (27 سبتمبر 1932-21 أكتوبر 2012) المعروف باسم ياش شوبرا كاتب ومنتج ومخرج أفلام سينمائية في بوليوود، ولد ياش شوبرا في لاهور في الهند البريطانية باكستان حاليا في 27 سبتمبر عام 1932، يُعتبر شوبرا من أنجح منتجي أفلام بوليوود، وغالبا ما تحظى أفلامة على شعبية كبيرة، حاز على العديد من الجوائز التقديرية في الهند وخارجها، أخرج عشرات الأفلام في بوليوود كان أولها فيلم دهول كافول عام 1957, يمتلك شركة إنتاج للأفلام ومن خلالها كذلك أنتج عشرات الأفلام للسينما الهندية توفي يوم 21 أكتوبر عام 2012 في مومباي.
اشتهر ياش شوبرا بإنتاجه وإخراجه لمجموعة من الأفلام الهندية الرومانسية التي نالت جوائز عالمية، خاصة مع النجم الهندي شاروخان الذي تعامل معه في عديد من الأفلام ك: العروس يأخذ عروسته سنة 1995، فير زارا سنة 2004، القلب مجنون 1997، الحب 2000، وقد كانت شركته المعروفة باسم «ياش راج» من أضخم شركات الإنتاج في الهند، حيث أنتجت أفلام عملاقة وصلت لأكثر من 50 فيلما أغلبها لاقت نجاحا جماهيريا حاشدا.

## سيرة سينمائية

### منتج
- وصمة عار  (1973)
- كابهي كابهي  (1976)
- دوسرا ادمي  (1977)
- نوري  (1979)
- كالا باتهار  (1979)
- ناكودا  (1981)
- سوال  (1982)
- الشعلة  (1984)
- فاسلي  (1985)
- النصر  (1988)
- ضوء القمر  (1989)
- لمحة  (1991)
- الخوف  (1993)
- يه ديلاجي  (1994)
- رجوع العاشق المجنون (1995)
- هومكو إيشك ني امره (فيلم سينمائي) (1997)
- جنون الحب  (1997)
- موهبتين  (2000)
- هل ستكون صديقي!  (2002)
- ماري يار كي شادي هاي  (2002)
- ساثيا (2002)
- أنا وأنت  (2004)
- دووم  (2004)
- فير زارا  (2004)
- بونتي وبابلي  (2005)
- سلام ناماستي  (2005)
- نيل 'ن' نيككي  (2005)
- فناء  (2006)
- دووم 2  (2006)
- تا را رم بم  (2007)
- جاب تاك هاي جان  (2012)

## روابط خارجية
- ياش تشوبرا على موقع IMDb (الإنجليزية)
- ياش تشوبرا على موقع الموسوعة البريطانية (الإنجليزية)
- ياش تشوبرا على موقع ألو سيني (الفرنسية)
- ياش تشوبرا على موقع ميوزك برينز (الإنجليزية)
- ياش تشوبرا على موقع تيرنر كلاسيك موفيز (الإنجليزية)
- ياش تشوبرا على موقع أول موفي (الإنجليزية)
- ياش تشوبرا على موقع قاعدة بيانات الأفلام السويدية (السويدية)
- ياش تشوبرا على موقع قاعدة بيانات الفيلم (الإنجليزية)
- ياش تشوبرا على موقع كينوبويسك (الروسية)